# Pantelejmon (Maksunow)
Pantelejmon, imię świeckie Gieorgij Pietrowicz Maksunow (ur. 1872 w Chajcie, zm. 11 lutego 1933 w Marinsku) – rosyjski biskup prawosławny.

## Życiorys
Pochodził z rodziny chłopskiej. Ukończył pięć klas szkoły przemysłowo-technicznej w Irkucku. W 1900 jest wzmiankowany jako spowiednik monasteru Trójcy Świętej i św. Mikołaja w Szmakowce. Funkcję tę pełnił do 1924, gdy posiadając już godność igumena został proboszczem parafii Zwiastowania w Irkucku. Od 1924 do 1928 był przełożonym monasteru Wniebowstąpienia Pańskiego i św. Innocentego Irkuckiego w Irkucku.  
W 1928 przyjął chirotonię biskupią i został biskupem władywostockim i kamczackim. W grudniu tego samego roku Synod Rosyjskiego Kościoła Prawosławnego polecił mu objąć obowiązki locum tenens eparchii błagowieszczeńskiej ze stałym miejscem zamieszkania w Chabarowsku. Jeszcze w tym samym roku, lub na początku roku następnego, został aresztowany. Oskarżony o tajne rozprowadzanie broszury wymierzonej w Żywą Cerkiew; śledztwo ostatecznie umorzono. Powrócił do pełnienia obowiązków biskupa władywostockiego i kamczackiego, które pełnił do 1929. W wymienionym roku został biskupem chabarowskim. W 1931 został aresztowany pod zarzutem działalności kontrrewolucyjnej.
Skazany na pięć lat łagru jako „lider grupy kontrrewolucyjnej” razem z biskupem władywostockim Warsonofiuszem. Uwięziony w Marińsku, zmarł w więzieniu w lutym 1933.